# Argalí
L'argalí (Ovis ammon) és una ovella salvatge que viu als altiplans de l'Àsia central (l'Himàlaia, el Tibet i l'Altai). També és l'ovella salvatge més gran, amb una alçada de fins a 120 cm i un pes de fins a 140 quilograms. L'argalí del Pamir (també anomenat ovella de Marco Polo, car fou descrit per primer cop per aquest viatger) pot assolir fins a 180 cm de llargada.
La coloració general varia d'un animal a l'altre i va des d'un groc claret fins a un marró-gris fosc. La cara és més clara. Els mascles tenen un collar blanquinós i una cresta dorsal. Els mascles tenen dues banyes en forma de tirabuixó, que poden arribar a mesurar 190 cm de llarg. Els mascles utilitzen les banyes per competir entre ells. Les femelles també tenen banyes, però molt més petites.